# Championnat du monde masculin de squash par équipes 2015
Le 25e Championnat du monde de squash masculin par équipes 2015 devait se tenir du 12 au 18 décembre 2015 au Caire, en Égypte. Les organisateurs étaient la Fédération égyptienne de squash et la Fédération internationale de squash. Au total, 23 équipes s'étaient inscrites au championnat du monde. Le champion en titre est l'Angleterre.
L'organisateur initial, la Fédération koweïtienne de squash, annonce fin octobre 2015 qu'il ne sera pas possible de tenir le tournoi à Koweït comme prévu. La raison en est la suspension du Comité National Olympique du Koweït par le CIO. La fédération égyptienne de squash se porte rapidement candidate et choisit Le Caire comme lieu de compétition. Toutes les inscriptions doivent être confirmées par les associations nationales, de nouvelles inscriptions sont également possibles. L'Espagne et le Koweït retirent leur participation.
Le 1er décembre, dans une déclaration conjointe, les équipes d'Angleterre, de France, d'Allemagne, de Finlande, du Canada et des États-Unis annoncent qu'elles se retirent de l'événement en raison de la situation sécuritaire en Égypte, en particulier d'un attentat à la bombe dans la capitale égyptienne qui a fait 16 morts. Trois jours plus tard, la Fédération internationale annonce que les organisateurs annulent la date initiale de l'événement pour des raisons de sécurité et l'a reportent indéfiniment.
Le 27 janvier 2016, la Fédération internationale annonce finalement l'annulation définitive de l'événement. En plus des risques de sécurité déjà exprimés, il n' y avait pas d'organisateur pour la seule date disponible dans le calendrier des tournois du 30 mai au 6 juin 2016.